# François Amégasse
François Amégasse Akol (10 de outubro de 1965) é um ex-futebolista gabonês que atuava como defensor.

## Carreira
Jogou entre 1983 e 2000 por Sogara, Mbilinga e Petrosport (as informações sobre os clubes que defendeu entre 1988 e 1993 e de 1998 a 1999 não foram encontradas). Em sua carreira, foi bicampeão nacional em 1984 e 1996, além de ter vencido a Copa do Gabão em 3 oportunidades e a Supercopa do Gabão em 1995.

## Seleção
Pela Seleção Gabonense de Futebol, Amégasse é o segundo jogador que mais atuou: entre 1983 e 2000 (ano de sua aposentadoria), entrou em campo 82 vezes e fez 9 gols. Disputou 3 edições da Copa das Nações Africanas (1994, 1996 e 2000).

## Títulos
Sogara
- Campeonato Gabonês: 1 (1984)
- Copa do Gabão: 1 (1985)

Mbilinga
- Campeonato Gabonês: 1 (1996)
- Copa do Gabão: 2 (1995 e 1997)
- Supercopa do Gabão: 1 (1995)